# Luterbach
Luterbach é uma comuna da Suíça, situada no distrito de Wasseramt, no cantão de Soleura. Tem 4,54 km² de área e sua população em 2018 foi estimada em 3.479 habitantes.